# Sancti-Spíritus (kommun i Spanien, Extremadura)
Sancti-Spíritus är en kommun i Spanien.   Den ligger i provinsen Provincia de Badajoz och regionen Extremadura, i den centrala delen av landet, 210 km sydväst om huvudstaden Madrid. Antalet invånare är 235. Arean är 34 kvadratkilometer.
Terrängen i Sancti-Spíritus är huvudsakligen platt, men österut är den kuperad.